# Circolo Sportivo Tommaso Gargallo 1924-1925
Questa voce raccoglie le informazioni riguardanti il Circolo Sportivo Tommaso Gargallo nelle competizioni ufficiali della stagione 1924-1925.

## Rosa
| N. |                   | Ruolo | Calciatore       |
| -- | ----------------- | ----- | ---------------- |
|    | Italia (bandiera) | D     | Dugo             |
|    | Italia (bandiera) | A     | M. Romano        |
|    | Italia (bandiera) | P     | Combatti         |
|    | Italia (bandiera) | D     | De Gaetani       |
|    | Italia (bandiera) | C     | Genesio Pioletti |
|    | Italia (bandiera) | D     | Bagnoli          |
|    | Italia (bandiera) | C     | Capurro          |
|    | Italia (bandiera) | A     | Cichero          |

| N. |                   | Ruolo | Calciatore |
| -- | ----------------- | ----- | ---------- |
|    | Italia (bandiera) | A     | Matarazzo  |
|    | Italia (bandiera) | C     | Annino     |
|    | Italia (bandiera) | C     | Pecorone   |
|    | Italia (bandiera) | P     | Pizzitola  |
|    | Italia (bandiera) | D     | Salmiggi   |
|    | Italia (bandiera) | D     | Durelli    |
|    | Italia (bandiera) | C     | Bruni      |
|    | Italia (bandiera) | A     | Alvarez    |

## Risultati

### Seconda Divisione

#### 1ª Fase
| Arbitro: | Starvaggi (Messina) |

|                   |           |  |
| Cichero , Cichero | Marcatori |  |

| Arbitro: | Franzini |

|                    |           |         |
| Pioletti , Bagnoli | Marcatori | Di Mino |

#### Girone Finale

##### Girone di andata
| Arbitro: | Menini (Messina) |

|                          |           |            |
| Cichero 15’, Cichero 15’ | Marcatori | 10’ Priolo |

| 5 luglio 1925 2ª giornata | Riposa | – |  |  |

| Arbitro: | Barone (Palermo) |

|                 |           |                            |
| Cichero 25’ (R) | Marcatori | 15’ (40) Corona, 85’ Torre |

##### Girone di ritorno
| Reggio Calabria 9 agosto 1925 4ª giornata | Reggio Calabria | 2 – 0 [ referto] | Tommaso Gargallo | \| Arbitro: \| Franzini \| |
| Arbitro:                                  | Franzini        |                  |                  |                            |

| 26 luglio 1925 5ª giornata | Riposa | – |  |  |

| Arbitro: | Gregorio (Santa Teresa di Riva) |

|            |           |  |
| Corona 25’ | Marcatori |  |